# 한울타리
《한울타리》는 한국방송공사 1TV 특집드라마이다.

## 기획 의도
장애인과 결혼 후 장애인 사회생활 문제점을 그린 드라마이다.

## 제작진
- 극본 : 박정우
- 연출 : 허동후

## 출연진
- 신윤정
- 심양홍
- 이영후
- 조재현
- 주호성